# Ніл Ашкрофт
Ніл Вільям Ашкрофт (англ. Neil William Ashcroft 27 листопада 1938, Лондон — 15 березня 2021, Ітака) — американський фізик-теоретик, відомий роботами з фізики твердого тіла.

## Біографія
Ашкрофт народився в Лондоні, в 1947 році переїхав з родиною до Нової Зеландії. Навчався в Університеті Нової Зеландії, де отримав ступінь бакалавра (1958) і магістра з математики та фізики. У 1964 році в Кембріджському університеті захистив докторську дисертацію, присвячену обчисленню поверхні Фермі для алюмінію (наукові керівники — Джон Займан і Фолькер Хайне). Був постдоком у Чиказькому університеті та в Корнелльському університету, де в 1966 році отримав постійне місце і в 1975 році став професором. З 1990 року працював там іменним професором фізики (Horace White Professor of Physics), у 2006 році вийшов на пенсію та отримав статус почесного професора, проте продовжував роботу в групі Роалда Хоффмана. З 1979 по 1984 рік був директором Лабораторії фізики атомів і твердого тіла, з 1997 по 2000 рік керував Центром досліджень матеріалів, а з 1990 по 1997 рік був заступником директора Джерела синхротронного випромінювання високої енергії.
У 1986—1987 роках Ашкрофт очолював відділення фізики твердого тіла Американського фізичного товариства, членом якого став у 1976 році. З 1997 року був членом Національної академії наук США, а з 2008 року — іноземним членом Російської академії наук.
Після довгої хвороби помер в Ітаці від пневмонії.

## Наукова діяльність
Роботи Ашкрофта присвячені різним аспектам фізики конденсованого стану, включаючи теорію функціонала щільності, теорію надпровідності, фізику рідких металів, властивості речовини при високому тиску, фізику переходу метал-діелектрик. Досліджував перехід водню в металевий стан при високому тиску і в 1968 році передбачив, що металевий водень може бути високотемпературним надпровідником. У 1990-ті роки передбачив зміну структури кристалічної ґратки літію в умовах високого тиску і перехід цієї речовини в більш провідну фазу. На початку 2000-х років припустив, що при високому тиску високотемпературними надпровідниками можуть ставати багаті воднем сполуки металів, що згодом експериментально підтвердилося для таких речовин як декагідрид лантану (Lanthanum decahydride ). У 1976 році після шести років роботи опублікував підручник «Фізика твердого тіла», що став класичним, написаний у співавторстві з Н. Девідом Мерміним. Згодом Мермін так згадував про спільну роботу над книгою:
|  | Отже, Ніл написав майже всі перші чернетки. Я рідко розумів, яку загальну проблему він намагався розкрити, і виправляв текст, щоб він мав для мене сенс. Потім Ніл виправляв всі допущені мною помилки. Ми рухалися туди-сюди, повільно наближаючись до чогось, що подобалося нам обом. Все це відбувалося до епохи персональних комп'ютерів. Оригінальний текст (англ.) So Neil wrote almost all the first drafts. I would rarely understand what general issue he was trying to get at and would revise it into something that made sense to me. Neil would then correct all the mistakes I had introduced. Back and forth we went, slowly converging on something that looked good to us both. That was before the age of personal computers. |

## Вибрані публікації
- Ashcroft N.W. The Fermi surface of aluminium // Philosophical Magazine. — 1963. — Т. 8. — С. 2055-2083. — DOI:10.1080/14786436308209098.
- Ashcroft N.W., Lekner J. Structure and resistivity of liquid metals // Physical Review. — 1966. — Т. 145. — С. 83-90. — DOI:10.1103/PhysRev.145.83.
- Ashcroft N.W. Electron-ion pseudopotentials in metals // Physics Letters. — 1966. — Т. 23. — С. 48-50. — DOI:10.1016/0031-9163(66)90251-4.
- Ashcroft N.W., Langreth D.C. Structure of binary liquid mixtures. I // Physical Review. — 1967. — Т. 156. — С. 685-692. — DOI:10.1103/PhysRev.156.685.
- Ashcroft N.W., Langreth D.C. Structure of binary liquid mixtures. II. Resistivity of alloys and the ion-ion interaction // Physical Review. — 1967. — Т. 159. — С. 500-510. — DOI:10.1103/PhysRev.159.500.
- Ashcroft N.W. Metallic hydrogen: A high-temperature superconductor? // Physical Review Letters. — 1968. — Т. 21. — С. 1748-1749. — DOI:10.1103/PhysRevLett.21.1748.
- Ашкрофт Н. Жидкие металлы // УФН. — 1970. — Т. 101. — С. 519-535. — DOI:10.3367/UFNr.0101.197007g.0519.
- Ashcroft N.W., Mermin N.D. Solid state physics. — New York : Saunders College Publishing, 1976. Русский перевод: Ашкрофт Н., Мермин Н. Физика твердого тела: В 2-х томах. — М. : Мир, 1979.
- Rosenfeld Y., Ashcroft N.W. Theory of simple classical fluids: Universality in the short-range structure // Physical Review A. — 1979. — Т. 20. — С. 1208-1235. — DOI:10.1103/PhysRevA.20.1208.
- Curtin W.A., Ashcroft N.W. Weighted-density-functional theory of inhomogeneous liquids and the freezing transition // Physical Review A. — 1985. — Т. 32. — С. 2909-2919. — DOI:10.1103/PhysRevA.32.2909.
- Denton A.R., Ashcroft N.W. Vegard's law // Physical Review A. — 1991. — Т. 43. — С. 3161-3164. — DOI:10.1103/PhysRevA.43.3161.
- Neaton J.B., Ashcroft N.W. Pairing in dense lithium // Nature. — 1999. — Т. 400. — С. 141-144. — DOI:10.1038/22067.
- Ashcroft N.W. Hydrogen dominant metallic alloys: High temperature superconductors? // Physical Review Letters. — 2004. — Т. 92. — С. 187002. — DOI:10.1103/PhysRevLett.92.187002.